# Hildegund Gropengiesser
Hildegund Gropengiesser (* 15. Januar 1928 in Mannheim; † 16. Juni 2019 in Heidelberg) war eine deutsche Klassische Archäologin.
Hildegund Gropengiesser war die Tochter des Mannheimer Gymnasiallehrers und Archäologen Hermann Gropengießer (1879–1946). Ihr Interesse am Alterum wurde vom Vater geweckt, ebenso wie bei ihrem Bruder Erich Gropengießer (1925–2003), der Prähistoriker und Direktor des Reiß-Museums in Mannheim wurde. Sie studierte Klassische Archäologie an der Ruprecht-Karls-Universität Heidelberg bei Reinhard Herbig und wurde dort im Herbst 1958 mit der Arbeit Zu den Bruchstücken pflanzlich-ornamentaler Akrotere klassischer Tempel promoviert. 1958/1959 konnte sie als Inhaberin des Reisestipendiums des Deutschen Archäologischen Instituts den Mittelmeerraum bereisen. 1959/1960 nahm sie an der Grabungskampagne des Deutschen Archäologischen Instituts in Olympia teil und bearbeitete gemeinsam mit Erika Götte auch danach die Funde. Unter Roland Hampe wurde sie Mitarbeiterin am Archäologischen Institut der Heidelberger Universität, wo sie vor allem die Antikensammlung zu betreuen hatte. Bis zu ihrer Pensionierung Ende Januar 1993 war sie Kustodin der Antikensammlung und Mitarbeiterin der Forschungsstelle Heidelberger Antikensammlung, ihr Nachfolger wurde Hermann Pflug. Bis zu ihrer Pensionierung war sie zunächst mit Roland Hampe, dann mit Tonio Hölscher Mitherausgeberin der Kataloge der Sammlung antiker Kleinkunst des Archäologischen Instituts der Universität Heidelberg.
Gropengiesser war korrespondierendes Mitglied des Deutschen Archäologischen Instituts und seit 1982 Mitglied der Archäologischen Gesellschaft zu Berlin.

## Schriften (Auswahl)
- Zu den Bruchstücken pflanzlich-ornamentaler Akrotere klassischer Tempel. Heidelberg 1958 (Dissertation).
- Die pflanzlichen Akrotere klassischer Tempel. von Zabern, Mainz 1961 (Druckfassung der Dissertation).
- mit Roland Hampe: Aus der Sammlung des Archäologischen Institutes der Universität Heidelberg (= Werke der Kunst in Heidelberg, Band 2). Springer, Berlin; Heidelberg; New York 1967
- Corpus Vasorum Antiquorum Deutschland. Band 31. Heidelberg Band 4. C. H. Beck, München 1970, ISBN 3-406-00931-X.

## Belege
1. ↑  VIII. Bericht über die Ausgrabungen in Olympia
2. ↑  Jahrbuch der Heidelberger Akademie der Wissenschaften für 1993, S. 170.
3. ↑  Forschungsstelle Heidelberger Antikensammlung.

| Personendaten    | Personendaten                   |
| ---------------- | ------------------------------- |
| NAME             | Gropengiesser, Hildegund        |
| KURZBESCHREIBUNG | deutsche Klassische Archäologin |
| GEBURTSDATUM     | 15. Januar 1928                 |
| GEBURTSORT       | Mannheim                        |
| STERBEDATUM      | 16. Juni 2019                   |
| STERBEORT        | Heidelberg                      |